# Jakub (Donczew)
Jakub, imię świeckie Rosen Stoiczkow Donczew (ur. 7 marca 1971 w Sofii) – bułgarski biskup prawosławny.

## Życiorys
Ukończył równolegle szkołę średnią i seminarium duchowne św. Jana Rylskiego w Sofii w 1989. W roku następnym rozpoczął studia na Akademii Duchownej w stolicy Bułgarii, które przerwał w celu odbycia zasadniczej służby wojskowej. W 2007 wstąpił jako posłusznik do monasteru Świętych Piotra i Pawła w pobliżu Patalenicy. 9 października tego samego roku został postrzyżony na mnicha przez metropolitę płowdiwskiego Mikołaja, który już w poprzednich latach był jego opiekunem duchownym. Przyjął imię zakonne Jakub na cześć apostoła Jakuba Mniejszego. Natychmiast po postrzyżynach został mianowanym przełożonym wspólnoty z godnością ihumena. 23 grudnia 2007 został wyświęcony na hierodiakona, zaś trzy dni później – na hieromnicha, ponownie przez metropolitę Mikołaja. W 2012 otrzymał godność archimandryty, zaś w roku następnym został namiestnikiem biskupim (dziekanem) dekanatu pazardżickiego.
14 grudnia 2016 Święty Synod Bułgarskiego Kościoła Prawosławnego nominował go na biskupa pomocniczego metropolii płowdiwskiej z tytułem biskupa konstantyńskiego. Jego chirotonia biskupia odbyła się 20 grudnia tego samego roku w soborze Zaśnięcia Matki Bożej w Pazardżiku pod przewodnictwem metropolity płowdiwskiego Mikołaja.
25 października 2020 r. decyzją Świętego Synodu został wybrany metropolitą dorostolskim, otrzymując 11 głosów z 13.